# Okénko do nebe
Okénko do nebe je česká filmová hudební komedie režiséra Zdeňka Gina Hašlera z roku 1940.

## Obsazení
| Ladislav Pešek       | Láďa Kristen             |
| Jiří Dohnal          | Jiří Kavalír             |
| Nataša Gollová       | Inka                     |
| Antonie Nedošinská   | věštkyně Krupičková      |
| Božena Šustrová      | Máša Hálová              |
| Světla Svozilová     | teta Amálie              |
| Stanislav Neumann    | šachista                 |
| Jiří Chudoba         | zázračné dítě            |
| Anna Letenská        | matka zázračného dítěte  |
| Vladimír Řepa        | Salava                   |
| Jindra Láznička      | hodinář Milerád          |
| Theodor Pištěk       | Spytihněv Donát          |
| G. Fišer-Dubský      | barytonista              |
| Gustav Hilmar        | filmový ředitel          |
| Jarmila Holmová      | filmová herečka          |
| Antonín Zacpal       | filmový herec            |
| Jindřich Fiala       | kameraman Jan Červený    |
| František Paul       | vrchní ve Hvězdě         |
| Otto Motyčka         | vrchní v "Šach-mat baru" |
| Václav Pata          | číšník v "Šach-mat baru" |
| František Černý      | Ferdinand Rabas          |
| František Filipovský | Armandyho tajemník       |
| Inka Zemánková       | zpěvačka                 |
| Karel Vlach          | houslista                |
| Leopold Korbař       | pianista                 |
| Miloslav Liška       | žurnalista               |
| Alois Dvorský        | pokladní v novinách      |
| Kamil Běhounek       | harmonikář               |
| František Karhánek   | sólový tanečník          |
| Milka Balek-Brodská  | černá dáma v baru        |
| Jiří Hron            | zvukař v ateliéru        |
| Jan Černý            | člen pěveckého kvarteta  |
| Václav Švec          | strážník                 |
| Slávka Rosenbergová  | domovnice                |

## Tvůrci
- Námět: Felix Achille de la Cámara
- Scénář: Josef Mach, Felix Achille de la Cámara
- Hudba: Miloš Smatek, Kamil Běhounek
- Zvuk: Emanuel Formánek
- Kamera: Josef Střecha
- Střih: Marie Bourová
- Režie: Zdeněk Gina Hašler
- Další údaje: černobílý, 93 min, komedie